# 食道楽 (村井弦斎)
『食道楽』（くいどうらく）は、村井弦斎の小説。また、同小説から派生した同名の演劇作品。

## 概説
1903年(明治36年)1月から1年間、報知新聞に連載され、大人気を博したことで単行本として刊行されると、それが空前の大ベストセラーになった。文学史的にも評価が高く、村井弦斎の代表作とされている。翌1904年にかけて続編を含めた8冊が刊行された。
食道楽をテーマにした物語であり、ヒロインのお登和（おとわ）が料理をつくり、それについての薀蓄を語る。春・夏・秋・冬の4部に分けられており、登場する料理・食材は和・洋・中華など、実に六百数十種類に及ぶという奇書で読者を驚かせた。例えば、シチュー、牡蠣フライ、ワッフル、肉まん、オムライス、ケチャップライス、プリン、ロールケーキのように現在はごく一般的となったものから、牛の脳味噌料理、腎臓料理、イチゴライスなど、今も日本ではなじみの薄い料理、さらには奉天汁など消滅したと思われる料理も含まれている。また、調理のこつ、栄養、安全から食育にいたるまで、食に関連する話題が広く収められている。
当時、この書の影響を受けて『食道楽』という雑誌が創刊されたり、ヒロインの「お登和」という名前をつけた料理屋が開店したりするなど、日本で一大食道楽ブームが巻き起こった。
また、歌舞伎座で村井弦斎の脚本による同名の演劇作品も上演された。
なお、村井弦斎の妻で料理研究家の村井多嘉子が料理レシピの考案などで執筆に深く関わっており、ヒロインのお登和は多嘉子がモデルという説もある。

## 「食道楽」の読み
小説発表当時は「くいどうらく」とされていたが、のちには「しょくどうらく」とも呼ばれるようになった。
『食道楽』の表紙の書名にルビはないが、「秋の巻」「第二百六十　食道楽会」という章には「くひだうらくくわい」とルビがふられている。